# Gdybyś był
Gdybyś był − singiel promujący płytę Łez pt. The Best of 1996-2006.
Piosenka swą oficjalną premierę miała 3 czerwca 2006, w konkursie Premier XLIII Krajowego Festiwalu Piosenki Polskiej w Opolu. W nagranym do niej teledysku, wyreżyserowanym przez Pawła Bogocza, obok wokalistki Anny Wyszkoni zagrał aktor Jacek Poniedziałek.